# Jack Reacher: Jednym strzałem
Jack Reacher: Jednym strzałem (ang. Jack Reacher, stary tytuł: One Shot) – amerykański film sensacyjny z 2012 roku, oparty na powieści Lee Childa; scenariusz i reżyseria Christopher McQuarrie, produkcja Paramount Pictures.
Światowa premiera filmu miała miejsce 21 grudnia 2012 roku, natomiast w Polsce odbyła się 11 stycznia 2013 roku.

## Fabuła
W Pittsburghu snajper zabija pięć przypadkowych osób. Policja szybko aresztuje jedynego podejrzanego, byłego strzelca wyborowego Jamesa Barra, i oskarża go o popełnienie tych morderstw. Mężczyzna twierdzi, że jest niewinny. W trakcie śledztwa godzi się na adwokata, ambitną prawniczkę Helen Rodin (Rosamund Pike), ale kategorycznie żąda też spotkania z tajemniczym outsiderem, Jackiem Reacherem (Tom Cruise). Ten dawny znajomy Jamesa, były oficer amerykańskiej żandarmerii wojskowej, jest mistrzem walki wręcz, a do rozwiązywania zagadek kryminalnych stosuje metody matematyczne i fizyczne. Teraz podejmuje się wyjaśnienia sprawy Barra. Sądzi początkowo, że wina Jamesa nie budzi żadnych wątpliwości. Szybko trafia jednak na ślad intrygi, w którą zamieszani są pewien zawodowy zabójca i rosyjski bandyta znany jako Zec (Werner Herzog).

## Obsada
- Tom Cruise jako Jack Reacher
- Rosamund Pike jako Helen Rodin
- Richard Jenkins jako Alex Rodin
- David Oyelowo jako Emerson
- Werner Herzog jako Zec
- Jai Courtney jako Charlie
- Vladimir Sizov jako Vlad
- Joseph Sikora jako James Barr
- Michael Raymond-James jako Linsky
- Alexia Fast jako Sandy
- Josh Helman jako Jeb
- Robert Duvall jako Cash
- James Martin Kelly jako Rob Farrior
- Nicole Forester jako Nancy Holt

## Odbiór
W serwisie Rotten Tomatoes krytycy przyznali filmowi wynik 62% ze średnią ocen 6,2/10. Na portalu Metacritic film dostał od krytyków 50 punktów na 100.